# جيندريش كاكوس
جيندريش كاكوس (11 فبراير 1912 – 20 سبتمبر 1971) هو مبارز بالسيف تشيكوسلوفاكي راحل، مثّل بلاده في الألعاب الأولمبية الصيفية 1948.

## روابط رياضية
جيندريش كاكوس على موقع أوليمبيديا (الإنجليزية)
- جيندريش كاكوس على موقع اللجنة الأولمبية التشيكية (التشيكية)